# Alberto Beretta
Alberto Maria Beretta, al secolo Enrico Beretta (Milano, 28 agosto 1916 – Bergamo, 10 agosto 2001), è stato un presbitero, medico e missionario italiano dell'Ordine dei frati minori cappuccini, proclamato venerabile dalla Chiesa cattolica.
Era fratello di santa Gianna Beretta Molla.

## Biografia

### La famiglia
Enrico nacque a Milano il 28 agosto 1916, da Alberto Beretta e Maria de Micheli, entrambi cristiani praticanti e terziari francescani. La famiglia era di origini veneziane e dal Seicento si era stabilita a Magenta, nel milanese, non lontano dall'allora chiesa parrocchiale, nella contrada di San Martino (odierna via Roma) dove si era ben presto radicata, dando alla città addirittura un parroco, don Giovanni Battista Beretta, sette altri sacerdoti e diversi notai. Lo zio di Enrico, monsignor Giuseppe Beretta, fu pure sacerdote e prevosto in una chiesa di Milano.
Settimo dei tredici figli (di cui otto sopravvissuti), altri due dei suoi fratelli e sorelle scelsero in seguito di abbracciare la vita religiosa: Giuseppe, sacerdote ingegnere nella diocesi di Bergamo e poi monsignore; Virginia, medico e religiosa canossiana. Sua sorella fu la celebre Gianna Beretta Molla, proclamata santa nel 2004.

### L'attività medica e religiosa
Il profondo legame religioso dei genitori, fu probabilmente una delle principali ragioni che spinsero il giovane Alberto a voler intraprendere la via della religione, entrando nell'ordine dei cappuccini di cui sin da piccolo frequentò il convento di viale Piave a Milano. Qui conobbe e frequentò fra Cecilio Maria Cortinovis (oggi venerabile), fra Genesio da Gallarate (che fu sua guida spirituale) e l'ingegnere chimico Marcello Candia, col quale condivise l'interesse per la chimica e le scienze.
Laureatosi in medicina, decise in seguito di frequentare a Friburgo i primi due anni del seminario per studiare teologia, completando poi i propri studi a Milano, legandosi sempre più ai padri missionari del PIME. Dopo aver concluso gli studi, venne ordinato sacerdote a Milano il 18 marzo 1948 per mano del cardinale Alfredo Ildefonso Schuster, il quale lo destinò poco dopo alla diocesi di Grajaú in Brasile, sotto l'obbedienza del vescovo Emiliano José Lonati, cappuccino. Verso la fine del 1948, dunque, don Enrico partì alla volta della sua nuova destinazione, accogliendo con gioia la proposta che gli pervenne dal vescovo locale, ovvero quella di costruire un ospedale diocesano.
Grazie all'aiuto del fratello Francesco Beretta, ingegnere civile, Enrico si interessò ed avviò da subito i lavori di costruzione. Fu durante questo periodo che maturò una personale vocazione all'ordine dei cappuccini dei quali frequentò per breve tempo il convento provinciale di Guaramiranga nel Ceará come novizio, facendo solenne professione infine il 16 agosto 1961 e prendendo i nomi religiosi di Alberto Maria in ricordo dei genitori. Intenzionato a continuare a sostenere la sua opera come medico oltre che come sacerdote, convalidò alcuni esami presso la facoltà di medicina dell'Università di Porto Alegre in Brasile, dove tra l'altro approfondì le sue personali conoscenze sulle malattie tropicali. Divenuto medico chirurgo, grazie alla collaborazione con un medico russo conosciuto a Rio de Janeiro, imparò la tecnica della sterilizzazione e della preparazione della placenta che veniva raccolta dalle levatrici in appositi contenitori preparati in precedenza e poi riutilizzata in caso di necessità (divenne tra i primi a sperimentarla per la cura del diabete, dei reumatismi e dell'asma).
Si interessò particolarmente anche al campo dell'oculistica, operando all'occhio di cataratta e di problematiche al cristallino, ed alla cura della lebbra per cui si prodigò per la costruzione di un villaggio denominato "Vila San Marino", dotato di case in muratura, adeguati servizi igienici e una chiesa, primo esempio nello stato del Maranhão.
Durante uno dei suoi viaggi, il 25 dicembre 1981 venne colpito da un ictus che lo paralizzò alla lingua, ad un braccio e ad una gamba. Trasferito in Italia, dovette rinunciare definitivamente alla propria missione di medico e di missionario, venendo dapprima curato e poi dimesso dall'ospedale di Ponte San Pietro (Bergamo) e trascorrendo in seguito gli ultimi anni a Bergamo sino alla morte che lo colse nel 2001. Nel 2008, a quattro anni dalla canonizzazione di sua sorella Gianna, è iniziato proprio da Bergamo il suo processo di beatificazione che si è concluso nel 2013.